# Legenda

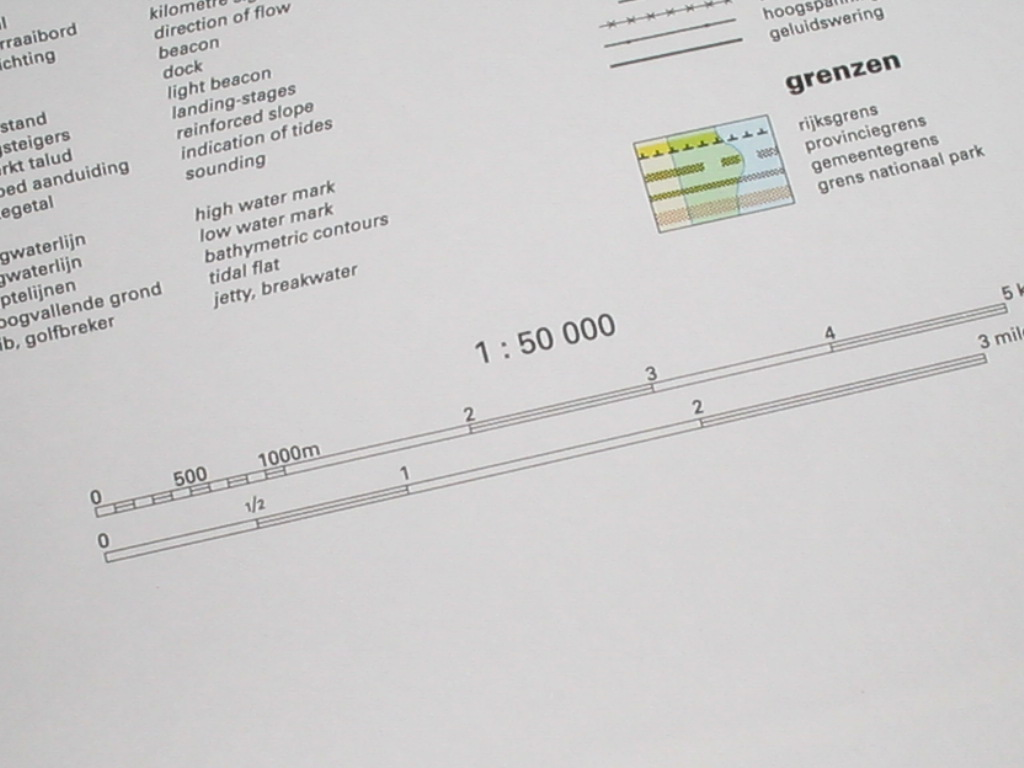
Een deel van de legenda, met een schaal

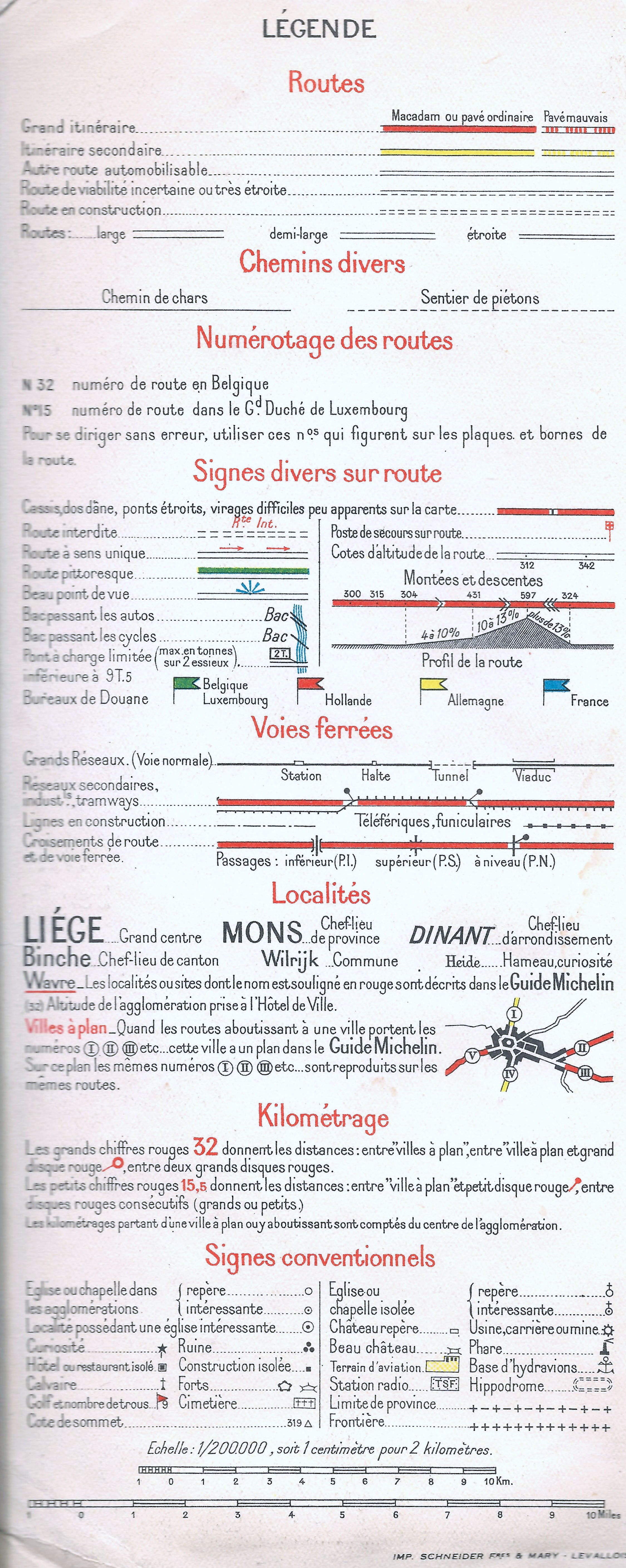
Legenda van een Michelin kaart uit 1940

De legenda of legende is het gedeelte van een kaart of model waarop wordt uitgelegd wat de afzonderlijke kaartsymbolen betekenen. 
De term legenda is gebruikelijk in Nederland.
De term legende is gebruikelijk in België.
Ook de grootte van de schaal en een getekende afstandsregel (schaalstok) kunnen tot een legenda worden gerekend.
Bij digitale kaarten verdient een schaalstok de voorkeur boven een schaal.
Minimale eisen aan een goede kaart zijn:
- een titel
- een legenda
- een schaalbalk (schaalstok) en/of schaal (in de figuur rechts zijn beide als optie meegenomen)
- een noordpijl
- tekstuele metadata, waarmee bedoeld wordt zaken als jaartal, bron gegevens, eventuele copyright, naam auteur/cartograaf/bedrijf e.d.

Een goede legenda is er een die zo min mogelijk geraadpleegd hoeft te worden. Denk aan groene driehoekjes voor campings, blauwe huisjes met een golfje eronder voor overdekte zwembaden en het gebruikelijke oranje voor bebouwde gebieden. Een goede legenda heeft maximaal 6 tot 8 kleuren, maar dat is ook afhankelijk van de doelgroep. Bij geologische kaarten en bodemkaarten wordt hier noodzakelijkerwijs van afgeweken. Hier moeten nu eenmaal meer legenda-eenheden worden beschreven, waarbij dan wordt gewerkt met kleurgroepen. Alle kalkachtige gebieden bijvoorbeeld hebben dan een blauwachtige kleur.
Een goede kaart en een goede legenda maken is te vergelijken met goed communiceren; er is dan ook een aparte wetenschap van: cartografie. In dit GIS-tijdperk, waarin steeds meer en makkelijker automatisch kaarten gegenereerd worden, en 'iedereen' dus zelf makkelijk kaarten kan maken en samenstellen, is de kans groot dat er 'mindere' en onduidelijke, foute en soms zelfs bewust manipulerende kaarten gemaakt worden.
Concessies aan bovenstaande kunnen gedaan worden.
- De titel kan weggelaten worden indien de kaart met een onderschrift in een boek/pdf is opgenomen.
- De legenda kan weggelaten worden wanneer de legenda-eenheden vanzelfsprekende kleuren hebben en/of zeer simpel is. Bijvoorbeeld, de titel is 'Stedelijke gebieden Nederland in 1800'. Wanneer die gebieden oranje zijn, samen met de buitengrens van Nederland en de rivieren (blauw, ter oriëntatie) worden aangegeven, kan een legenda ontbreken.
- Wanneer de buitengrenzen van een gebied bij de doelgroep van een kaart helder zijn (bijvoorbeeld: Nederland), mag ook de noordpijl ontbreken, tenzij de kaart gedraaid is. De papieren uitgave van de Nieuwe Kaart van Nederland was hier een mooi voorbeeld van. Deze kaart werd namelijk bewust een aantal graden verdraaid. De doelgroep (bestuurders en burgers) konden zich daardoor minder makkelijk oriënteren, omdat de onderlinge ligging van de steden anders was dan verwacht. Daardoor werd de aandacht beter gericht op de groei van de steden (en ander ruimtegebruik) naar het buitengebied.